# Wilfred (US-amerikanische Fernsehserie)/Episodenliste

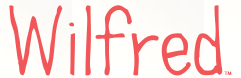
Logo zur Serie

Diese Liste der Wilfred-Episoden enthält alle Episoden der US-amerikanischen Comedyserie Wilfred, sortiert nach der US-amerikanischen Erstausstrahlung. Zwischen 2011 und 2014 entstanden in insgesamt vier Staffeln 49 Episoden mit einer Länge von jeweils etwa 22 Minuten. Vor den eigentlichen Episoden wird jeweils ein Zitat eingeblendet, in dem der zur Episode gehörende Originaltitel vorkommt.

## Übersicht
| Staffel | Episodenanzahl | Erstausstrahlung USA | Erstausstrahlung USA | Deutschsprachige Erstausstrahlung | Deutschsprachige Erstausstrahlung |
| Staffel | Episodenanzahl | Staffelpremiere      | Staffelfinale        | Staffelpremiere                   | Staffelfinale                     |
| ------- | -------------- | -------------------- | -------------------- | --------------------------------- | --------------------------------- |
| 1       | 13             | 23. Juni 2011        | 8. September 2011    | 24. Februar 2013                  | 3. März 2013                      |
| 2       | 13             | 21. Juni 2012        | 20. September 2012   | 29. Juli 2013                     | 6. Oktober 2013                   |
| 3       | 13             | 20. Juni 2013        | 5. September 2013    | 17. Juli 2014                     | 21. August 2014                   |
| 4       | 10             | 25. Juni 2014        | 13. August 2014      | 17. Juni 2015                     | 15. Juli 2015                     |

## Staffel 1
Die Erstausstrahlung der ersten Staffel war vom 23. Juni bis zum 8. September 2011 auf dem US-amerikanischen Kabelsender FX Network zu sehen. Die deutschsprachige Erstausstrahlung sendete der deutsche Pay-TV-Sender ProSieben Fun vom 24. Februar bis zum 3. März 2013.
| Nr. (ges.) | Nr. (St.) | Deutscher Titel | Originaltitel | Erstausstrahlung USA | Deutschsprachige Erstausstrahlung (D) | Regie             | Drehbuch                       | Zuschauer (USA) |
| --- | --------- | --------------- | ------------- | -------------------- | ------------------------------------- | ----------------- | ------------------------------ | --------------- |
| 1 | 1         | Glück           | Happiness     | 23. Juni 2011        | 24. Feb. 2013                         | Randall Einhorn   | David Zuckerman                | 2,55 Mio.       |
| “Sanity and happiness are an impossible combination.” „Geistige Gesundheit und Glück sind eine unmögliche Kombination.“ – Mark Twain                                                         |           |                 |               |                      |                                       |                   |                                |                 |
| 2 | 2         | Vertrauen       | Trust         | 30. Juni 2011        | 24. Feb. 2013                         | Randall Einhorn   | David Zuckerman                | 2,04 Mio.       |
| “Trust thyself only, and another shall not betray thee.” „Vertraue nur dir selbst allein und keiner kann dich betrügen.“ – Thomas Fuller                                                     |           |                 |               |                      |                                       |                   |                                |                 |
| 3 | 3         | Angst           | Fear          | 7. Juli 2011         | 24. Feb. 2013                         | Randall Einhorn   | David Zuckerman                | 1,52 Mio.       |
| “Fear has its uses but cowardice has none.” „Angst hat einen Nutzen, Feigheit jedoch keinen.“ – Mahatma Gandhi                                                                               |           |                 |               |                      |                                       |                   |                                |                 |
| 4 | 4         | Akzeptanz       | Acceptance    | 14. Juli 2011        | 24. Feb. 2013                         | Randall Einhorn   | Jason Gann                     | 1,56 Mio.       |
| “Happiness can exist only in acceptance.” „Glück kann nur in Akzeptanz existieren.“ – George Orwell                                                                                          |           |                 |               |                      |                                       |                   |                                |                 |
| 5 | 5         | Respekt         | Respect       | 21. Juli 2011        | 24. Feb. 2013                         | Randall Einhorn   | Michael Glouberman             | 1,44 Mio.       |
| “Seek respect mainly from thyself, for it comes first from within.” „Suche Respekt hauptsächlich in dir selbst, denn zuerst kommt er von innen.“ – Steven H. Coogler                         |           |                 |               |                      |                                       |                   |                                |                 |
| 6 | 6         | Gewissen        | Conscience    | 28. Juli 2011        | 24. Feb. 2013                         | Randall Einhorn   | David Baldy                    | 1,74 Mio.       |
| “Conscience is the dog that can't bite, but never stops barking.” „Das Gewissen ist der Hund, der nicht beißen kann, aber nie aufhört zu bellen.“ – Sprichwort                               |           |                 |               |                      |                                       |                   |                                |                 |
| 7 | 7         | Stolz           | Pride         | 4. Aug. 2011         | 24. Feb. 2013                         | Randall Einhorn   | Jason Gann                     | 1,40 Mio.       |
| “In general, pride is at the bottom of all great mistakes.” „Im Allgemeinen ist der Stolz die Ursache aller großen Fehler.“ – Steven H. Coogler                                              |           |                 |               |                      |                                       |                   |                                |                 |
| 8 | 8         | Wut             | Anger         | 11. Aug. 2011        | 3. März 2013                          | Victor Nelli, Jr. | Sivert Glarum, Michael Jamin   | 1,23 Mio.       |
| “Anger as soon as fed is dead – tis starving makes it fat.” „Die Wut kaum genährt ist tot – Hungern macht sie reich.“ – Emily Dickinson                                                      |           |                 |               |                      |                                       |                   |                                |                 |
| 9 | 9         | Mitgefühl       | Compassion    | 18. Aug. 2011        | 3. März 2013                          | Victor Nelli, Jr. | Patricia Breen                 | 1,18 Mio.       |
| “Make no judgements where you have no compassion.” „Urteile nicht, wenn du ohne Mitgefühl bist …“ – Anne McCaffrey                                                                           |           |                 |               |                      |                                       |                   |                                |                 |
| 10 | 10        | Isolation       | Isolation     | 18. Aug. 2011        | 3. März 2013                          | Victor Nelli, Jr. | Steve Baldikoski & Bryan Behar | 1,04 Mio.       |
| “Isolation is a self-defeating dream.” „Isolation ist ein selbstzerstörerischer Traum.“ – Carlos Salinas de Gortari                                                                          |           |                 |               |                      |                                       |                   |                                |                 |
| 11 | 11        | Zweifel         | Doubt         | 25. Aug. 2011        | 3. März 2013                          | Randall Einhorn   | Reed Agnew & Eli Jorné         | 1,21 Mio.       |
| “Doubt must be no more than vigilance, otherwise it can become dangerous.” „Zweifel darf nichts weiter sein als Wachsamkeit, sonst kann er gefährlich werden.“ – Georg Christoph Lichtenberg |           |                 |               |                      |                                       |                   |                                |                 |
| 12 | 12        | Opfer           | Sacrifice     | 1. Sep. 2011         | 3. März 2013                          | Randall Einhorn   | Sivert Glarum & Michael Jamin  | 1,32 Mio.       |
| “Love is a willingness to sacrifice.” „Liebe ist die Bereitschaft Opfer zu bringen.“ – Michael Novak                                                                                         |           |                 |               |                      |                                       |                   |                                |                 |
| 13 | 13        | Identität       | Identity      | 8. Sep. 2011         | 3. März 2013                          | Randall Einhorn   | David Zuckerman                | 0,90 Mio.       |
| “The value of identity is that so often with it comes purpose.” „Der Wert der Identität ist es, dass so oft eine Bestimmung damit verbunden ist.“ – Richard R. Grant                         |           |                 |               |                      |                                       |                   |                                |                 |

## Staffel 2
Die Erstausstrahlung der zweiten Staffel war vom 21. Juni bis zum 20. September 2012 auf dem US-amerikanischen Kabelsender FX Network zu sehen. Die deutschsprachige Erstausstrahlung der ersten sieben Folgen lief vom 29. Juli 2013 bis zum 19. August 2013 beim deutschen Free-TV-Sender ProSieben. Die restlichen sechs Folgen wurden in einem Marathon am 6. Oktober 2013 auf dem Pay-TV-Sender ProSieben Fun erstausgestrahlt.
| Nr. (ges.) | Nr. (St.) | Deutscher Titel | Originaltitel | Erstausstrahlung USA | Deutschsprachige Erstausstrahlung (D) | Regie           | Drehbuch                   | Zuschauer (USA) |
| --- | --------- | --------------- | ------------- | -------------------- | ------------------------------------- | --------------- | -------------------------- | --------------- |
| 14 | 1         | Fortschritt     | Progress      | 21. Juni 2012        | 29. Juli 2013                         | Randall Einhorn | David Zuckerman            | 0,96 Mio.       |
| “Discontent is the first necessity of progress” „Unzufriedenheit ist die erste Vorbedingung des Fortschritts.“ – Thomas Edison                                                                           |           |                 |               |                      |                                       |                 |                            |                 |
| 15 | 2         | Loslassen       | Letting Go    | 28. Juni 2012        | 5. Aug. 2013                          | Randall Einhorn | Reed Agnew & Eli Jorné     | 2,53 Mio.       |
| “Some of us think holding on makes us strong, but sometimes it is letting go.” „Manche denken, Festhalten macht uns stark. Aber manchmal ist es das Loslassen.“ – Hermann Hesse                          |           |                 |               |                      |                                       |                 |                            |                 |
| 16 | 3         | Würde           | Dignity       | 5. Juli 2012         | 5. Aug. 2013                          | Randall Einhorn | Cody Heller & Brett Konner | 1,45 Mio.       |
| “Let not a man guard his dignity but let his dignity guard him.” „Ein Mann sollte nicht seine Würde beschützen, seine Würde sollte ihn beschützen.“ – Ralph Waldo Emerson                                |           |                 |               |                      |                                       |                 |                            |                 |
| 17 | 4         | Schuldgefühle   | Guilt         | 12. Juli 2012        | 12. Aug. 2013                         | Randall Einhorn | Steve Tompkins             | 1,35 Mio.       |
| “Guilt: the gift that keeps on giving.” „Schuldgefühle: Das Geschenk, das einen immer wieder auf’s Neue beschenkt.“ – Erma Bombeck                                                                       |           |                 |               |                      |                                       |                 |                            |                 |
| 18 | 5         | Jetzt           | Now           | 19. Juli 2012        | 12. Aug. 2013                         | Randall Einhorn | David Baldy                | 1,34 Mio.       |
| “Be here now.” „Sei jetzt hier.“ – Ram Dass |           |                 |               |                      |                                       |                 |                            |                 |
| 19 | 6         | Kontrolle       | Control       | 26. Juli 2012        | 19. Aug. 2013                         | Randall Einhorn | Scott Prendergast          | 1,28 Mio.       |
| “The master understands that the universe is forever out of control.” „Der Meister begreift, dass das Universum für immer außer Kontrolle ist.“ – Lao Tse                                                |           |                 |               |                      |                                       |                 |                            |                 |
| 20 | 7         | Ausweichen      | Avoidance     | 2. Aug. 2012         | 19. Aug. 2013                         | Randall Einhorn | Jason Gann                 | 0,83 Mio.       |
| “Our biggest problems arise from the avoidance of smaller ones.” „Unsere größten Probleme entstehen dadurch, dass wir kleineren ausweichen.“ – Jeremy Caulfield                                          |           |                 |               |                      |                                       |                 |                            |                 |
| 21 | 8         | Wahrheit        | Truth         | 9. Aug. 2012         | 6. Okt. 2013                          | Randall Einhorn | David Zuckerman            | 0,95 Mio.       |
| “The truth will set you free, but first it will make you miserable.” „Die Wahrheit wird dich befreien. Doch zuerst wird sie dich unglücklich machen.“ – James A. Garfield                                |           |                 |               |                      |                                       |                 |                            |                 |
| 22 | 9         | Gute Tat        | Service       | 16. Aug. 2012        | 6. Okt. 2013                          | Randall Einhorn | Reed Agnew & Eli Jorné     | 1,05 Mio.       |
| “The thing that lies at the foundation of positive change is service to a fellow human being.” „Der Grundstein für eine Veränderung zum Besseren ist eine gute Tat für einen Mitmenschen.“ – Lee Iacocca |           |                 |               |                      |                                       |                 |                            |                 |
| 23 | 10        | Ehrlichkeit     | Honesty       | 23. Aug. 2012        | 6. Okt. 2013                          | Randall Einhorn | Jason Gann                 | 0,83 Mio.       |
| “Honesty and transparency make you vulnerable. Be honest and transparent anyway.” „Ehrlichkeit und Offenheit machen dich verletzlich. Sei trotzdem ehrlich und offen.“ – Mother Teresa                   |           |                 |               |                      |                                       |                 |                            |                 |
| 24 | 11        | Fragen          | Questions     | 30. Aug. 2012        | 6. Okt. 2013                          | Randall Einhorn | Cody Heller & Brett Konner | 0,72 Mio.       |
| “If you do not ask the right questions, you do not get the right answers.” „Wenn du nicht die richtigen Fragen stellst, dann bekommst du auch nicht die richtigen Antworten.“ – Edward Hodnett           |           |                 |               |                      |                                       |                 |                            |                 |
| 25 | 12        | Verbitterung    | Resentment    | 13. Sep. 2012        | 6. Okt. 2013                          | Randall Einhorn | David Baldy                | 0,64 Mio.       |
| “Resentment is like taking poison and waiting for the other person to die.” „Verbitterung ist wie Gift nehmen und auf eine Person zu warten um zu sterben.“ – Malachy McCourt                            |           |                 |               |                      |                                       |                 |                            |                 |
| 26 | 13        | Geheimnisse     | Secrets       | 20. Sep. 2012        | 6. Okt. 2013                          | Randall Einhorn | David Zuckerman            | 0,54 Mio.       |
| “If we knew each other’s secrets, what comfort we should find.” „Wenn wir die Geheimnisse von einem anderen kennen, welchen Trost sollten wir finden.“ – John Churton Collins                            |           |                 |               |                      |                                       |                 |                            |                 |

## Staffel 3
Die Erstausstrahlung der dritten Staffel war vom 20. Juni bis zum 5. September 2013 auf dem US-amerikanischen Kabelsender FX Network zu sehen. Die deutschsprachige Erstausstrahlung sendete der Pay-TV-Sender ProSieben Fun vom 17. Juli bis zum 21. August 2014.
| Nr. (ges.) | Nr. (St.) | Deutscher Titel | Originaltitel | Erstausstrahlung USA | Deutschsprachige Erstausstrahlung (D) | Regie           | Drehbuch                   | Zuschauer (USA) |
| --- | --------- | --------------- | ------------- | -------------------- | ------------------------------------- | --------------- | -------------------------- | --------------- |
| 27 | 1         | Ungewissheit    | Uncertainty   | 20. Juni 2013        | 17. Juli 2014                         | Randall Einhorn | Reed Agnew & Eli Jorné     | 0,65 Mio.       |
| “The mistake is thinking that there can be an antidote to the uncertainty.” – David Levithan                            |           |                 |               |                      |                                       |                 |                            |                 |
| 28 | 2         | Trost           | Comfort       | 20. Juni 2013        | 17. Juli 2014                         | Randall Einhorn | Cody Heller & Brett Konner | 0,61 Mio.       |
| “Cure sometimes, treat often, comfort always.” – Hippocrates                                                            |           |                 |               |                      |                                       |                 |                            |                 |
| 29 | 3         | Verdacht        | Suspicion     | 27. Juni 2013        | 17. Juli 2014                         | Randall Einhorn | David Baldy                | 0,71 Mio.       |
| “Suspicion is a heavy armor and with its weight it impedes more than it protects.” – Robert Burns                       |           |                 |               |                      |                                       |                 |                            |                 |
| 30 | 4         | Aufrichtigkeit  | Sincerity     | 27. Juni 2013        | 24. Juli 2014                         | Randall Einhorn | Jason Gann                 | 0,54 Mio.       |
| “Sincerity, even if it speaks with a stutter, will sound eloquent when inspired.” – Eiji Yoshikawa                      |           |                 |               |                      |                                       |                 |                            |                 |
| 31 | 5         | Scham           | Shame         | 11. Juli 2013        | 24. Juli 2014                         | Randall Einhorn | Guy Endore-Kaiser          | 0,71 Mio.       |
| “I have little shame, no dignity – all in the name of a better cause.” – A. J. Jacobs                                   |           |                 |               |                      |                                       |                 |                            |                 |
| 32 | 6         | Selbsttäuschung | Delusion      | 18. Juli 2013        | 31. Juli 2014                         | Randall Einhorn | Elizabeth Tippet           | 0,61 Mio.       |
| “Truth may sometimes hurt, but delusion harms.” – Vanna Bonta                                                           |           |                 |               |                      |                                       |                 |                            |                 |
| 33 | 7         | Intuition       | Intuition     | 25. Juli 2013        | 31. Juli 2014                         | Randall Einhorn | David Zuckermann           | 0,54 Mio.       |
| “Intuition is more important to discovery than logic.” – Henri Poincaré                                                 |           |                 |               |                      |                                       |                 |                            |                 |
| 34 | 8         | Perspektive     | Perspective   | 1. Aug. 2013         | 7. Aug. 2014                          | Randall Einhorn | Kevin Arrieta              | 0,47 Mio.       |
| “How weird it was to drive streets I knew so well. What a different perspective.” – Suzanne Vega                        |           |                 |               |                      |                                       |                 |                            |                 |
| 35 | 9         | Konfrontation   | Confrontation | 8. Aug. 2013         | 7. Aug. 2014                          | Randall Einhorn | David Baldy                | 0,46 Mio.       |
| “There can be no progress without head-on confrontation.” – Christopher Hitchens                                        |           |                 |               |                      |                                       |                 |                            |                 |
| 36 | 10        | Umweg           | Distance      | 15. Aug. 2013        | 14. Aug. 2014                         | Randall Einhorn | Jacob Young                | 0,65 Mio.       |
| “Sometimes it's necessary to go a long distance out of the way to come back a short distance correctly.” – Edward Albee |           |                 |               |                      |                                       |                 |                            |                 |
| 37 | 11        | Stillstand      | Stagnation    | 22. Aug. 2013        | 14. Aug. 2014                         | Randall Einhorn | Jason Gann                 | 0,41 Mio.       |
| “Stagnation is death. If you don't change, you die. It’s that simple. It’s that scary.” – Leonard Sweet                 |           |                 |               |                      |                                       |                 |                            |                 |
| 38 | 12        | Heldentum       | Heroism       | 29. Aug. 2013        | 21. Aug. 2014                         | Randall Einhorn | Cody Heller & Brett Konner | 0,84 Mio.       |
| “In my opinion, actual heroism, like actual love, is a messy, painful, vulnerable business.” – John Green               |           |                 |               |                      |                                       |                 |                            |                 |
| 39 | 13        | Bereuen         | Regrets       | 5. Sep. 2013         | 21. Aug. 2014                         | Randall Einhorn | Reed Agnew & Eli Jorné     | 0,44 Mio.       |
| “Maybe all one can do is hope to end up with the right regrets.” – Arthur Miller                                        |           |                 |               |                      |                                       |                 |                            |                 |

## Staffel 4
Die Erstausstrahlung der vierten und letzten Staffel war vom 25. Juni bis zum 13. August 2014 auf dem US-amerikanischen Kabelsender FXX zu sehen. Die deutschsprachige Erstausstrahlung fand vom 17. Juni bis 15. Juli 2015 auf ProsiebenFun statt.
| Nr. (ges.) | Nr. (St.) | Deutscher Titel  | Originaltitel  | Erstausstrahlung USA | Deutschsprachige Erstausstrahlung (D) | Regie           | Drehbuch               | Zuschauer (USA) |
| ---------- | --------- | ---------------- | -------------- | -------------------- | ------------------------------------- | --------------- | ---------------------- | --------------- |
| 40         | 1         | Wiedergutmachung | Amends         | 25. Juni 2014        | 17. Juni 2015                         | Randall Einhorn | Reed Agnew & Eli Jorné | –               |
| 41         | 2         | Konsequenzen     | Consequences   | 25. Juni 2014        | 17. Juni 2015                         | Randall Einhorn | David Baldy            | –               |
| 42         | 3         | Loyalität        | Loyalty        | 2. Juli 2014         | 24. Juni 2015                         | Randall Einhorn | Keith Heisler          | –               |
| 43         | 4         | Antworten        | Answers        | 9. Juli 2014         | 24. Juni 2015                         | Randall Einhorn | Matt Patterson         | –               |
| 44         | 5         | Vorangehen       | Forward        | 16. Juli 2014        | 1. Juli 2015                          | Randall Einhorn | Reed Agnew & Eli Jorné | –               |
| 45         | 6         | Muster           | Patterns       | 23. Juli 2014        | 1. Juli 2015                          | Randall Einhorn | Ted Travelstead        | –               |
| 46         | 7         | Verantwortung    | Responsibility | 30. Juli 2014        | 8. Juli 2015                          | Randall Einhorn | Jack Kukoda            | –               |
| 47         | 8         | Mut              | Courage        | 6. Aug. 2014         | 8. Juli 2015                          | Randall Einhorn | David Baldy            | –               |
| 48         | 9         | Widerstand       | Resistance     | 13. Aug. 2014        | 15. Juli 2015                         | Randall Einhorn | David Zuckerman        | –               |
| 49         | 10        | Glück            | Happiness      | 13. Aug. 2014        | 15. Juli 2015                         | Randall Einhorn | David Zuckerman        | –               |